# La Planète noire
La Planète noire est la septième aventure, sur un total de treize, qu'effectue le Capitaine Flam dans la série de dessins animés qui porte son nom. Cette aventure est exposée en quatre épisodes de 22 minutes chacun.
Le dessin animé est une adaptation du roman Calling Captain Future d'Edmond Hamilton, paru en langue française sous le titre Capitaine Futur à la rescousse.
Le Capitaine Flam a pour mission de lutter contre le professeur Zarro qui, annonçant qu'une mystérieuse « planète noire » se dirige vers la Terre, ordonne que le pouvoir absolu lui soit accordé en échange de son aide.  

## Liste des épisodes
- Le Cimetière de l'espace
- Le Pays glacé
- Le Chasseur de Morsicus
- La Fin des illusions

## Résumé

### «Le Cimetière de l'espace»
Une gigantesque planète noire approche du système solaire et menace la Terre de destruction. Pour empêcher la catastrophe, un certain professeur Zarro propose de mettre sa technologie au service des Terriens en échange d'une nomination en tant que Président du Gouvernement Intersidéral. Le Capitaine Flam et son équipe sont chargés d'enquêter sur cet individu et de retrouver les plus grands astronomes de la galaxie qui ont curieusement tous disparu à l'annonce du phénomène. Le Capitaine Flam et ses compagnons se dirigent vers Mars pour rencontrer un astronome, le professeur Kane, et découvrent que la Planète noire, bien que douze fois plus grande que la Terre, pèse à peine autant que le Cyberlab. 
L'astronome est enlevé par les hommes de Zarro, qui ont aussi enlevé Joan. Le Capitaine Flam intervient à l'intérieur du vaisseau spatial de Zarro et délivre l'astronome Kane et Joan ; ils prennent la fuite dans une chaloupe spatiale de secours. Celle-ci est entraînée dans le « courant de l'espace » qui risque de l'emmener dans la Mer des Sargasses, zone de la galaxie dont nul ne peut sortir et véritable « cimetière de l'espace ».

### «Le Pays glacé»
Après l'arrivée de la chaloupe au sein de la Mer des Sargasses, Flam et ses amis découvrent un vaisseau spatial extraterrestre dans lequel se trouvent des Aliens en état de biostase. Ces derniers sortent de leur hibernation et expliquent au capitaine qu'ils se nourrissent de sang. Le Capitaine Flam parvient à fabriquer du sang artificiel pour les nourrir. Les extraterrestres, en remerciement, aident Flam et ses deux amis à regagner le Cyberlab. Flam ayant remarqué que l'équipage de Zarro comportait plusieurs hommes-singes (des « Targans »), il décide d'aller se rendre vers le 61e système solaire, autour duquel orbitent trois planètes : la planète Raka (dont sont originaires les hommes-singes « Targans »), la planète Kelaburs (sur laquelle se trouve une prison), la planète Siki (planète recouverte d'un océan).
Ils arrivent sur la planète Raka, laquelle est enneigée et balayée par un terrible blizzard. Pendant ce temps, le professeur Simon, dans un observatoire situé sur Raka, est fait prisonnier par le professeur Zarro et emmené par lui pour interrogatoire. Il est d'ailleurs torturé par Zarro.A bord du Cosmolem Flam et ses compagnons se font attaquer par des vaisseaux spatiaux de Zarro, entrainant un atterrissage en catastrophe . Crag sort du Cosmolem afin de l'arrêter au bord d'un précipice au fond duquel coule une rivière dont le courant emporte d'énormes blocs de glace .

### «Le Chasseur de Morsicus»
Sur la planète Raka, Flam, Crag et leur guide sont en mauvaise posture sur un bloc de glace à la dérive. Ils parviennent à accoster et sont attaqués par un « Morsicus », une sorte d'animal préhistorique gigantesque. Un chasseur de Morsicus vient à leur rescousse et le Morsicus est tué. Chez le chasseur de Morsicus, ils apprennent que les hommes-singes ont tous disparu de la planète. Flam et ses amis se rendent sur Kelaburs, à l'exception de Joan qui, sur ordre de Flam, reste sur Raka pour enquêter sur les activités de Maraud, un marchand de fourrures approvisionné par le chasseur de Morsicus. 
Peu de temps après le départ de Flam, Joan est enlevée pour la seconde fois par les hommes de Zarro. Pendant ce temps, Flam est arrivé sur Kelaburs (Crag et Mala sont restés dans le Cyberlab) et demande à Landor Lane, directeur de la prison, pourquoi au moins deux prisonniers sont en liberté, aux côtés de Zarro. Le directeur avoue que les deux prisonniers se sont échappés de la prison et qu'il n'a pas signalé leur évasion aux instances supérieures par crainte de sanctions disciplinaires. Pour ne pas être découvert, le directeur ouvre les portes de la prison afin que les prisonniers tuent le Capitaine Flam. Celui-ci est encerclé par les mutins dont certains sont en prison à cause de lui.

### «La Fin des illusions»
Le Capitaine Flam menace les mutins de faire exploser la prison avec la pile atomique contenue dans sa montre. Les prisonniers se rendent. Flam remonte à bord du Cyberlab et se dirige, avec Crag et Mala, vers Siki, la troisième planète du 61e système solaire. Ils découvrent que cette planète n'est qu'un gigantesque hologramme et que la « vraie planète », bien plus petite et cachée dans l'hologramme, est peuplée par les hommes-singes (« Targans ») qui voulaient rester hors d'atteinte de leurs ennemis. 
Flam et ses hommes sont capturés et amenés dans la base de Zarro où ils retrouvent Joan, le professeur Simon et les scientifiques mystérieusement disparus. Flam découvre que Zarro avait fait croire aux hommes-singes que la Terre voulait les attaquer pour les coloniser, et découvre que les hommes-singes avaient lancé vers la Terre l'illusion de la Planète noire gigantesque. Flam parvient à s'échapper et à libérer ses amis. Partant à la poursuite de Zarro, ils attaquent son vaisseau spatial et dans la bataille, le professeur Zarro est démasqué : c'est en réalité Maraud le marchand de fourrures. Réalisant qu'ils ont été trompés, les hommes-singes capturent le faux Zarro et ses complices et révèlent à Flam où se trouve le vaisseau spatial qui émet l'hologramme de la Planète noire. Le Cyberlab le détruit, si bien que l'illusion de la Planète noire disparaît.

## Différences avec le roman
S'agissant des personnages, les noms de plusieurs héros ont été modifiés : le capitaine Futur devient le Capitaine Flam, Grag devient Crag, Otho devient Mala. Joan Randall est renommée Joan Landor, et de brune (roman) elle devient blonde (dessin animé). Ezra Gurney est appelée indifféremment Ezra ou « Ezla » dans le dessin animé. L'animal de compagnie de Grag, Ik, est appelé « Limaille » dans le dessin animé. Le « docteur » Zarro (roman) devient le « professeur » Zarro (dessin animé).
Le vaisseau le Comète devient le Cyberlab ; le petit vaisseau-fusée est dénommé Cosmolem.
Dans le roman, le professeur Simon Wright a le cerveau logé dans une grande boîte aux arêtes métalliques encadrées de verre transparent, et la boîte est portée à mains nues par Grag ou Otho ; dans le dessin animé, le cerveau est logé par un système autoporteur qui permet au professeur une totale autonomie de déplacement.
S'agissant des noms de lieu, dans le dessin animé Pluton devient « le 61e système solaire », Cerbère devient « Kelaburs », Charon devient « Raka », Styx devient « Siki ». Les Styxiens sont appelés « Targans ».
Mais la principale différence de scénario se situe dans l'identité de Zarro : alors que le dessin animé présente Maraud le marchand de fourrure (alias Victor Krim dans le roman) comme étant le bandit interplanétaire, le roman indique qu’il s'agit du planétographe Cole Romer (personnage absent dans le dessin animé).